# Fosse no 9 bis des mines de Lens
La fosse no 9 bis dite Saint-Anatole ou Anatole Descamps de la Compagnie des mines de Lens est un ancien charbonnage du Bassin minier du Nord-Pas-de-Calais, situé à Liévin, près des limites avec Lens. Les travaux commencent en 1902 et la fosse d'aérage est fonctionnelle en 1904. Elle est située à 640 mètres de la fosse no 9. La fosse no 9 bis est détruite durant la Première Guerre mondiale.
La Compagnie des mines de Lens est nationalisée en 1946, et intègre le Groupe de Lens. En 1952, ce dernier fusionne avec le Groupe de Liévin pour former le Groupe de Lens-Liévin. Le puits no 9 bis est comblé en 1965, et son chevalement est détruit trois ans plus tard.
le magasin Lemaire s'installe et Une casse automobile s'installe sur le carreau de fosse. Au début du XXIe siècle, Charbonnages de France matérialise la tête de puits no 9 bis, et y installe un exutoire de grisou, qui est détruit lors de la démolition du hangar à la suite de la fermeture de la casse. Le carreau de fosse est une friche qui est ensuite reconvertie en parking pour le Louvre-Lens.

## La fosse

### Fonçage
La fosse d'aérage no 9 bis est commencée en 1902 à Liévin, près des limites avec Lens, à 640 mètres au sud-ouest de la fosse no 9.
La fosse est baptisée Saint-Anatole en l'honneur d'Anatole Descamps.

### Exploitation
La fosse entre en service en 1904. Elle est détruite durant la Première Guerre mondiale.
La Compagnie des mines de Lens est nationalisée en 1946, et intègre le Groupe de Lens. En 1952, ce dernier fusionne avec le Groupe de Liévin pour former le Groupe de Lens-Liévin. Le puits no 9 bis, profond de 411 mètres, est remblayé en 1965. Son chevalement est détruit trois ans plus tard.

### Reconversion
en premierle magasin Lemaire s'installe et Une casse automobile s'installe sur le carreau de fosse. Au début du XXIe siècle, Charbonnages de France matérialise la tête de puits no 9 bis, et y installe un exutoire de grisou. Le BRGM y effectue des inspections chaque année. La casse ferme, ses installations sont ensuite détruites. Le puits, autrefois situé sous un bâtiment, est à l'air libre. Son exutoire a été détruit en même temps que le bâtiment. Il ne reste rien de la fosse. En 2012, le carreau de fosse est reconverti en parking pour le Louvre-Lens.

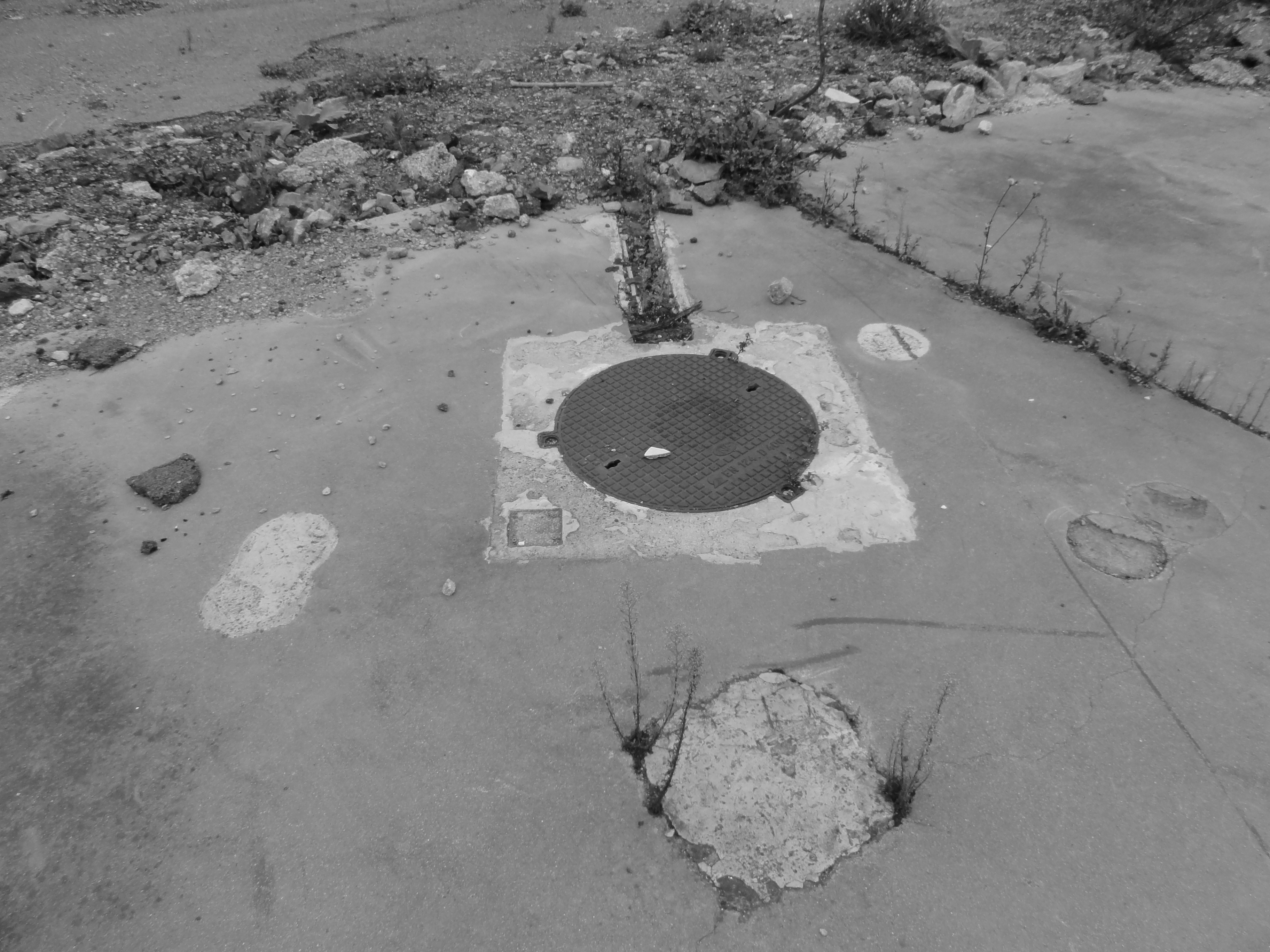
La tête de puits matérialisée no 9 bis.
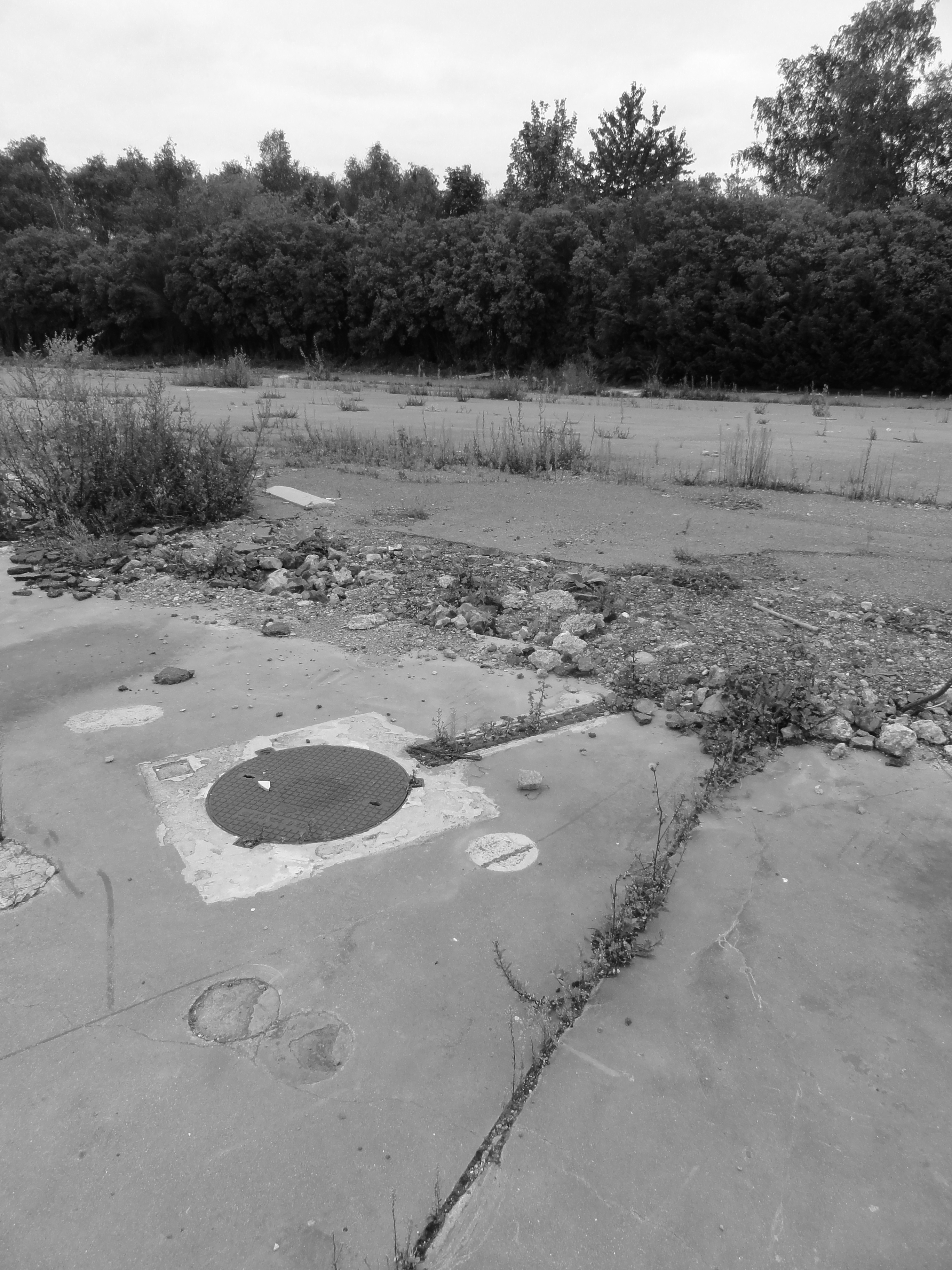
Le puits dans son environnement.
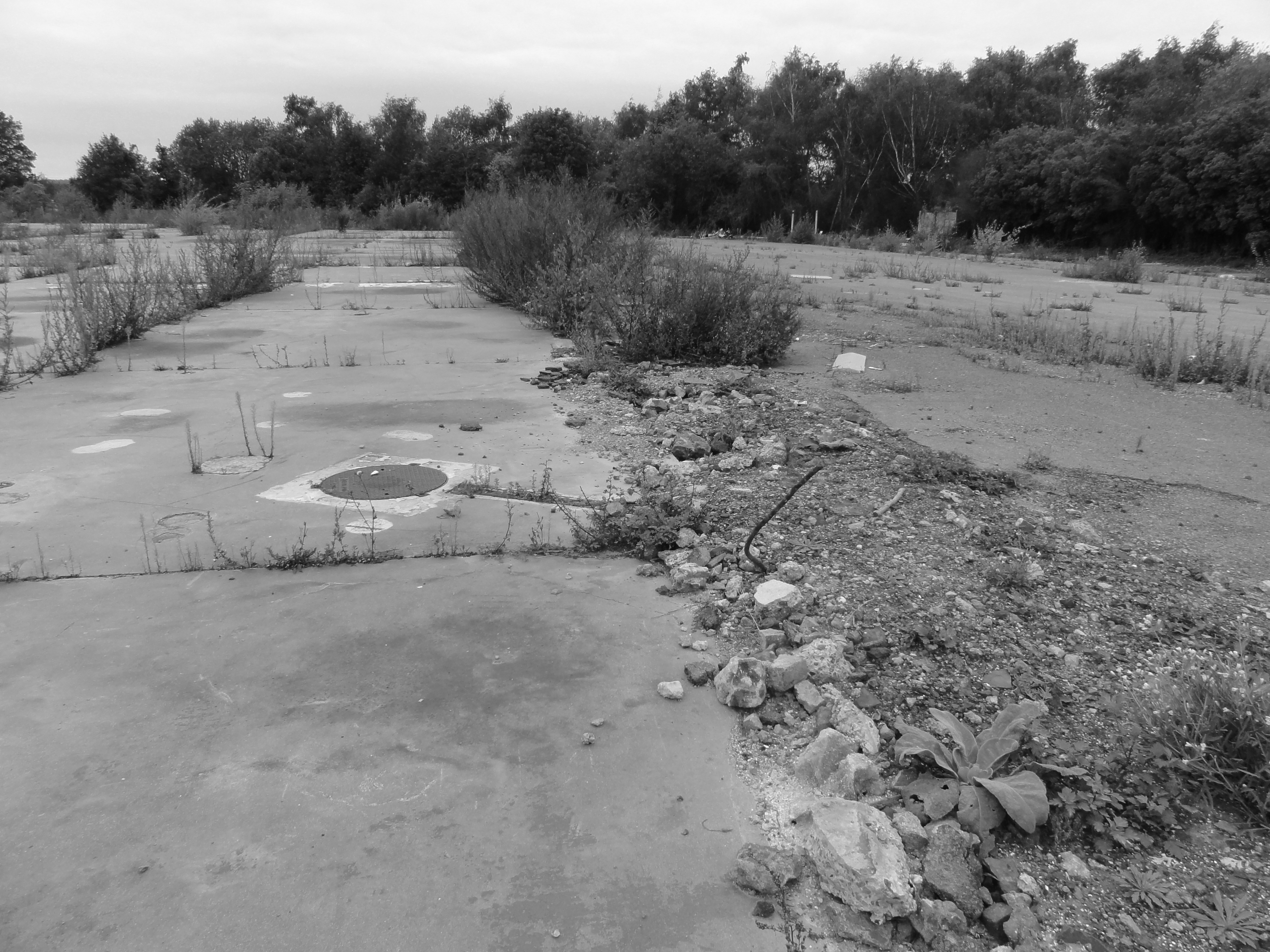
Le puits dans son environnement.
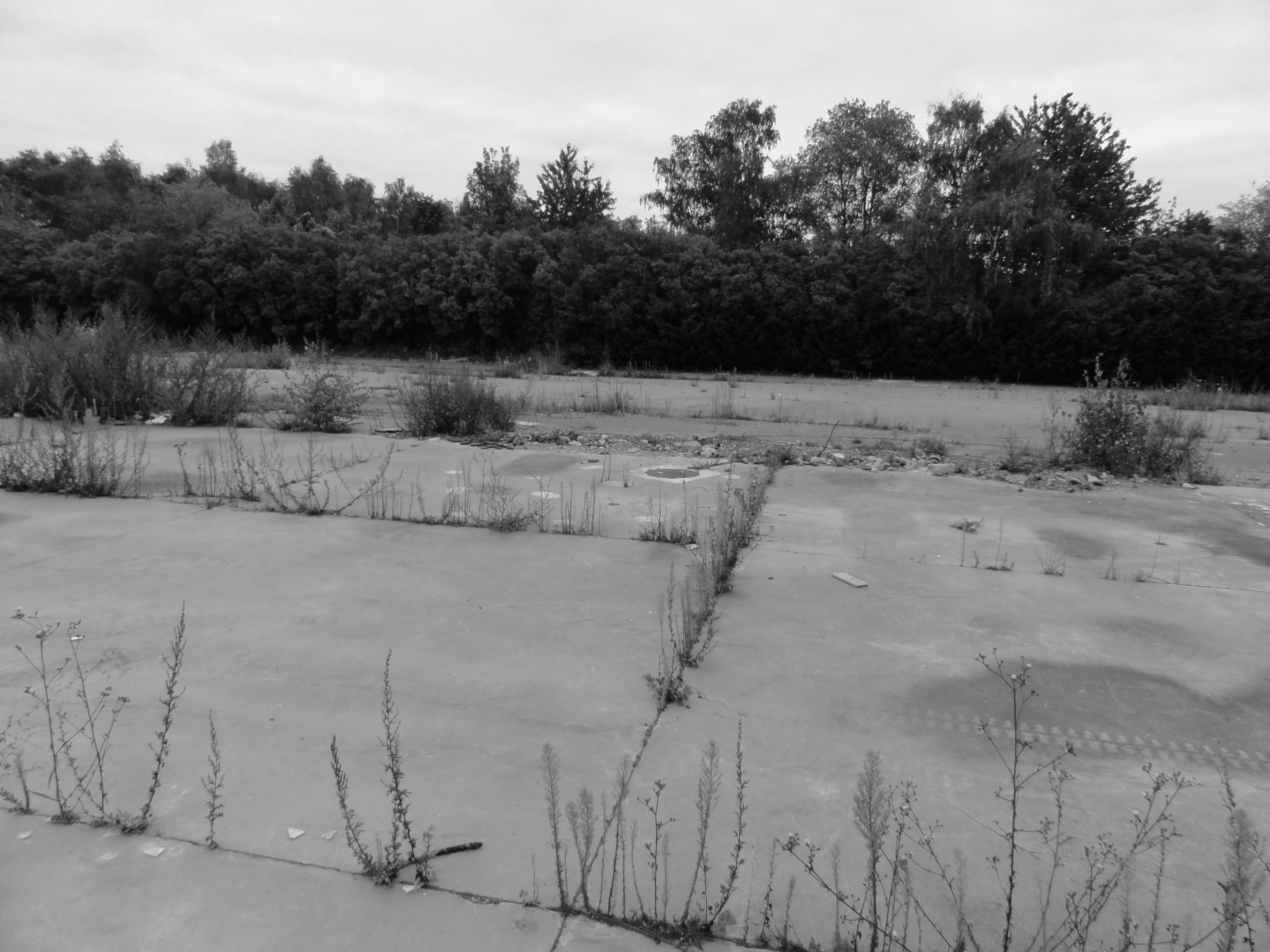
Le puits dans son environnement.